# A. Dubois
A. Dubois foi um velejador francês, medalhista olímpico. Ele competiu nas provas de classe 3 – 10 Ton realizadas nos Jogos Olímpicos de Verão de 1900, conquistou a medalha de prata na segunda corrida e a medalha de bronze na primeira corrida disputada a bordo do Gitana ao lado de J. Dubois, Charles Guiraist, Maurice Gufflet e Robert Gufflet.